# Futuritmi
I Futuritmi sono stati un gruppo new wave italiano, formato a Pordenone nel 1983 sulle ceneri dei precedenti Gigolo Look e appartenente al movimento The Great Complotto.

## Storia

### Gigolò Look
I Gigolo Look furono una band dall'estetica dandy fondata da Brian Casio, ex Andy Warhol Banana Technicolor, nel 1981, composta inoltre da ragazzi soprannominati "Sorriso", "Glemmy", "Steven Delight", "Chris Montreaux".
Rispetto ai precedenti gruppi nati in seno al Great Complotto, questi mostrarono di essere tecnicamente più dotati, e segnarono una virata verso sonorità più pop e dark wave che caratterizzarono molti i gruppi indie nati nella città friulana negli anni successivi fino all'estinzione del movimento, avvenuta spontaneamente alla fine degli anni ottanta.
Il Gruppo si sciolse nel 1983 dopo aver inserito due brani nel secondo volume che raccoglieva band del Great Complotto, intitolato IV3SCR uscito come LP per la Italian Records nello stesso anno. Oltre ai Gigolo Look nella compilazione comparivano i Sexy Angels, gli 0010110000010011 ed i Mess.

### Futuritmi
La musica dei Futuritmi fu caratterizzata dalle stesse sonorità new wave tipiche del gruppo precedente. Divenne uno dei gruppi più celebri del movimento pordenonese, ottenendo numerosi riscontri positivi di critica nei sette anni di attività del gruppo.
Nel 1984 i futuritmi pubblicarono il primo 12" intitolato Colour Of Fight / The End Of My Day e prodotto dalla Pink Music. La band partecipò inizialmente anche a varie compilazioni: Pordenone / Taranto (Macchinario Retró, 1984) che fu l'ultima raccolta di band naoniane in uno split condiviso con band tarantine, Safari Internacional (DRO, 1986), vincendo poi un concorso nazionale organizzato dall'etichetta Dischi Noi, che incluse un loro brano nella compilation The Italian Rock Invasion (1987) distribuita nel Regno Unito. Fu proprio questa compilazione che permise alla band di esibirsi anche all'estero, in cornici di prestigio come Hammersmith Odeon di Londra.
Nel 1989 la Dischi NOI pubblicò Il bambino che baciava... e marameo alla morte, cantato in italiana ed è stato realizzato con il contributo di Nick Griffiths, produttore dello spettacolo The Wall dell'ex Pink Floyd Roger Waters. e del produttore esecutivo Mariano Schiavolini,   ex membro del gruppo progressivo "Celeste". Il disco, che proponeva una elegante miscela di post-punk e pop-wave in un periodo in cui queste declinazioni non suscitavano più l'interesse di qualche anno prima sul pubblico del rock indipendente nazionale. Inoltre la poca pubblicità e le scelte errate dei produttori, a partire dal titolo e della copertina dell'album, impedirono al gruppo di raggiungere una maggiore popolarità.
La band ottenne comunque apparizioni televisive a D.O.C. di Renzo Arbore ed al Festival di San Remo. La band si sciolse di li a poco.

### Dopo i Futuritmi
Dietro agli pseudonimi di Sorriso e Glemmy si nascondevano i nomi di Davide Toffolo e Gian Maria Accusani, i quali raggiunsero il successo anni dopo fondando rispettivamente i Tre Allegri Ragazzi Morti e i Prozac+. Toffolo è inoltre un apprezzato fumettista della scuola di Zio Feininger.

## Formazione
- Sorriso - voce
- Glemmy – batteria
- Lemury
- Marco Del Rosso - chitarra
- Giulio Cariati
- Piero Cescut - basso

## Discografia

### Album
- 1989 - Il bambino che baciava... e marameo alla morte

### Singoli
- 1984 - Colour Of Fight/The End Of My Day

### Partecipazioni
1984 - AA.VV. Pordenone/Taranto con il brano Dubio